# Desmontando un elefante
Desmontando un elefante (lit. ‘Desmuntant un elefant’) és una pel·lícula hispanofrancesa dramàtica del 2024, dirigida per Aitor Echeverría i guionada per ell juntament amb Pep Garrido. La protagonitzen Emma Suárez i Natalia de Molina. Es va estrenar el 9 de novembre del 2024 en el Festival de Cinema Europeu de Sevilla i el 10 de gener de 2025 en les sales de cinema d'Espanya, distribuïda per Filmax.

## Sinopsi
La Marga, una reeixida arquitecta, torna a casa després d'haver passat dos mesos internada en un centre de rehabilitació per un problema d'addicció a l'alcohol amb què la família havia conviscut molts anys. En arribada, la Marga provarà de refer la seva vida mentre la seva filla menor, la Blanca, s'ocuparà d'ella fins al punt que això afectarà les seves relacions interpersonals i el seu somni de convertir-se en ballarina professional.

## Repartiment
- Emma Suárez com a Marga
- Natalia de Molina com a Blanca
- Darío Grandinetti com a Félix
- Alba Guilera com a María

## Producció
La idea inicial de la pel·lícula se li va acudir al director i coguionista, Aitor Echeverría, durant la primera meitat de la dècada dels 2010. El 2019, el guió final de l'obra, que Echeverría va escriure acompanyat de Pep Garrido, va obtenir una menció d'honor en el XVI Premi de Guió Julio Alejandro, organitzat per la Societat General d'Autors i Editors, en haver arribat a ser un dels tres guions finalistes al guardó.
Al final de maig del 2023, es va anunciar que el dia 26 d'aquell mes havia començat a Barcelona el rodatge de la pel·lícula sota la direcció d'Echeverría, amb la qual cosa es convertiria en la seva opera prima com a director. Poc després es va confirmar que Emma Suárez i Natalia de Molina en serien les actrius principals. Al principi de juliol del 2023, es va anunciar que el rodatge de la pel·lícula havia conclòs després de cinc setmanes.
La pel·lícula va ser produïda per l'empresa espanyola Arcadia Motion Pictures en associació amb les productores franceses Pegaso Pictures AIE i Noodles Production. Tot i que es desconeix el pressupost total de la producció, se sap que Desmontando un elefante va rebre 354.566 euros provinents dels ajuts generals de l'Institut de la Cinematografia i de les Arts Audiovisuals.

## Estrena i distribució
El 29 d'octubre del 2024, es va fer públic que Desmontando un elefante s'estrenaria en la Secció Oficial del Festival de Cinema Europeu de Sevilla el 9 de novembre de 2024. A més, coincidint amb l'anunci de l'estrena oficial, Filmax va llançar el tràiler de la pel·lícula i en va fixar l'estrena comercial en cinemes espanyols el 10 de gener del 2025. També es va projectar en el Festival Internacional de Cinema de Mar del Plata del 2024, concretament en la secció titulada Panorama.

## Recepció

### Crítica
Alfonso Rivera de Cineuropa va escriure'n que Echeverría havia fet gala d'«una realització freda, calmada, elegant i distant», i va comparar l'escenari principal, la casa, amb el de La habitación de al lado.

### Premis i nominacions
| Any  | Premi         | Categoria     | Receptor(s)       | Resultat | Ref.   |
| ---- | ------------- | ------------- | ----------------- | -------- | ------ |
| 2025 | Premis Carmen | Millor actriu | Natalia de Molina | Pendent  | [ 12 ] |